# Peter Norman Nissen

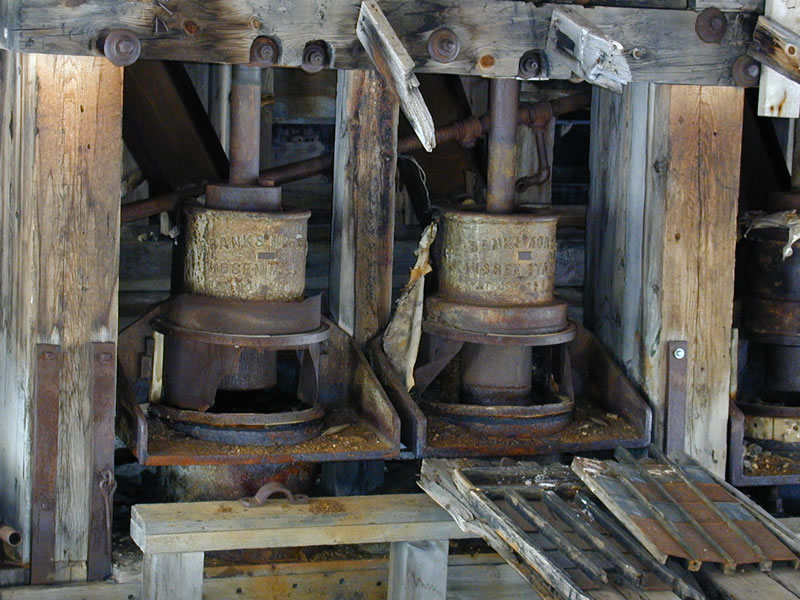
Två nissankrossar, installerade omkring 1909 i Sound Democrat Mill nära Silverton i Colorado i USA

Peter Norman Nissen, född 6 augusti 1871, död 2 mars 1930, var en amerikansk-kanadensisk-brittisk ingenjör. Han hade flera patent och utvecklade den prefabricerade nissenbaracken under första världskriget.

## Biografi
Peter Nissen växte upp i Kanada och USA som son till gruvingenjören Georg Herman Nissen och Annie Lavinia Fitch. Fadern hade emigrerat från Bergen i Norge 1857. Fadern uppfann en ny sorts malmkross. Han gifte sig 1868 och hustrun Annie Lavia Fitch kom också över till USA. Familjen flyttade runt på olika ställen i USA och 1981 till Halifax i Nova Scotia i Kanada.
Peter Nissen studerade studerade först på Trinity College i North Carolina från 1887–1891. Han studerade därefter till gruvingenjör på Mining and Agriculture School of Queen's University i Kingston i Ontario, men avslutade inte med examen utan började leta efter guld i norra Ontario. Där hade han tidigare hittat en guldförekomst under en ferie. Han hade senare olika arbeten inom gruvbranschen, en del sammanhängande med faderns mineralkrossar, som han också förbättrade. 
År 1910 flyttade han Witwatersrand i Sydafrika med sin fru Louisa Mair Richmond och dotter Betty och 1913 flyttade familjen till Storbritannien. Peter Nissen var huvudsakligen sysselsatt med försäljning av Nissen-mineralkrossen i Storbritannien och Sydafrika till dess han anslöt sig till Storbritanniens armé under första världskriget. Han blev fänrik först i ett infanteriregemente i januari 1915 och från maj 1915 i Royal Engineers.
I början av 1916 var han stationerad i närheten av Ypres i Belgien. Där var husen ödelagda av kriget. Under våren 1916 började han därför utveckla en barackkonstruktion och gjorde tre prototyper till halvcylindriga baracker. Med den tredje prototypen var konstruktionen färdigutvecklad, och den sattes i produktion i augusti 1916. Peter Nissen patenterade sin uppfinning i Storbritannien 1916 och senare också i USA, Kanada, Sydafrika och Australien.
Han blev brittisk medborgare 1921 och köpte samma år det stora huset Deepdale i Westerham Hill, Westerham i Kent, där han bodde till sin död.
Han första hustru Louisa dog 1923, och 1924 gifte han om sig med Lauretta Maitland. Paret fick två söner.